# Тильтим
Тильтим — деревня в Шурышкарском районе Ямало-Ненецкого автономного округа России.

## География
Расположена на правом берегу реки Сыня, в 204 км к юго-западу от города Салехарда и в 57 км к западу от районного центра, села Мужи.
Ближайшие населенные пункты: Мугорт 9 км, Евригорт 20 км, Овалынгорт 26 км, Овгорт 50 км.

## Население
| 1989 | 2002 | 2010 | 2021 |
| ---- | ---- | ---- | ---- |
| 81   | ↗116 | ↘20  | ↘14  |

Основное население — ханты (99 %, 2002 год).

## История
В 1966 году опубликовано исследование В. И. Гудиной по распространению фораминифер в ямальской свите, в котором она выделили тильтимский комплекс фораминифер.
С 2005 до 2022 гг. деревня входила в состав сельского поселения Овгортское, упразднённого в 2022 году в связи с преобразованием муниципального района в муниципальный округ.